# Zásada u Kadaně
Zásada u Kadaně (do 31. prosince 2008 Zásada u Rašovic, německy Sosau) je malá vesnice, část města Kadaň v okrese Chomutov. Leží v údolí Donínského potoka na pravém břehu řeky Ohře asi tři kilometry západně od Kadaně v nadmořské výšce 310 metrů. Katastrální území Zásada u Kadaně má rozlohu 1,5 km² a nachází se v něm také samota Meziříčí.

## Název
Původ názvu vesnice je nejasný. Slovo zásada označovalo místo, kde lovci číhali na kořist. Ve staročeštině také existovalo sloveso zasaditi se ve významu někde se usadit, popř. ve významu zasaditi hranice, tj. označit hranici mezníky. V historických pramenech se jméno vesnice vyskytuje ve tvarech: Zasada (1454 a 1460), Zasadie (1488), Saza (1489), z Zásady (1508), zur Sosa (1583), Soza (1654), Sosau (1787), Sosau nebo Sossau (1846) a Zásada nebo Sosau (1848).
Původní název vesnice zněl pouze Zásada, ale od 1. července 1960 se pro její odlišení od zaniklé Zásady u Málkova, změnil na Zásada u Rašovic. Od 1. ledna 2009 se jméno znovu změnilo na Zásada u Kadaně.

## Historie

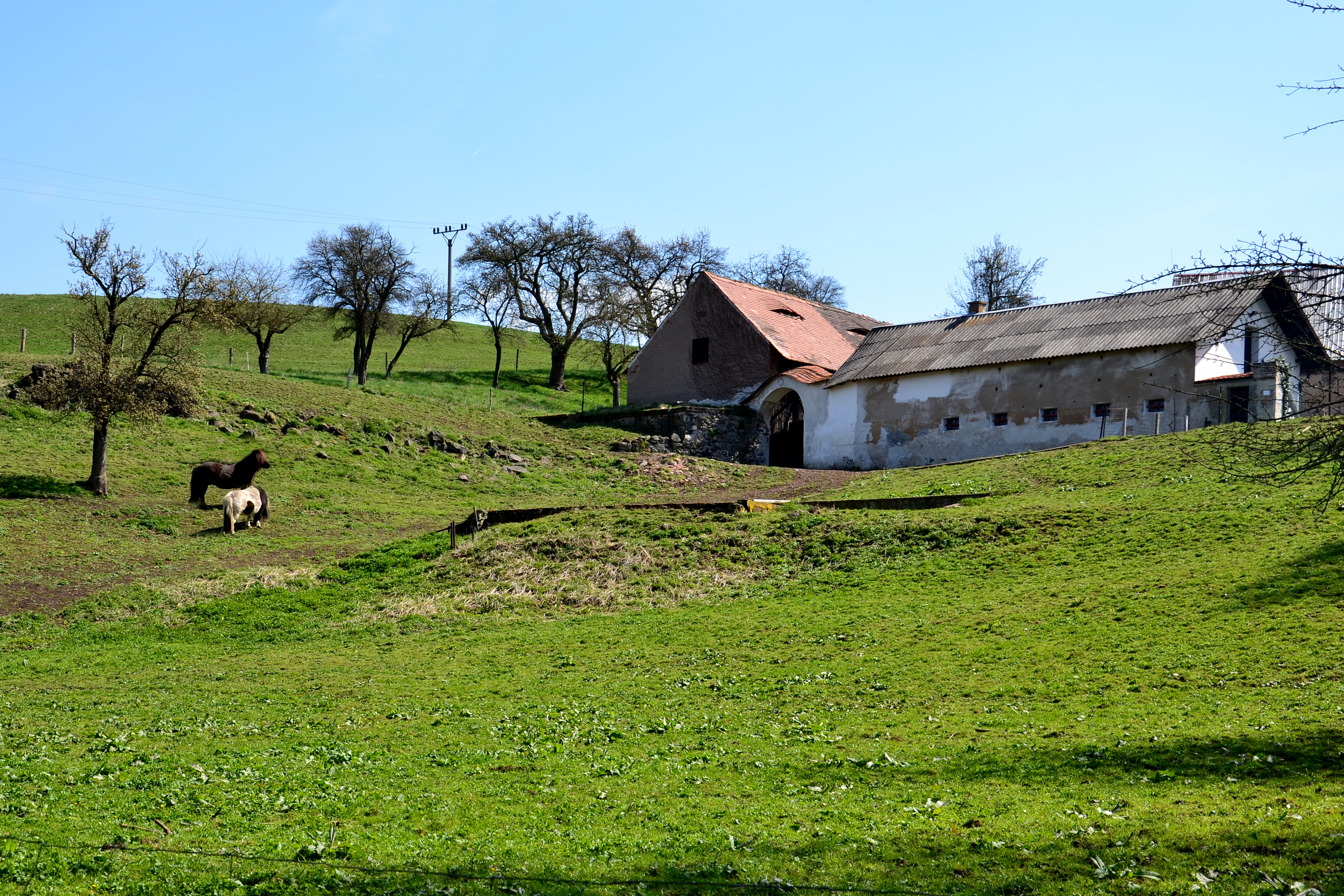
Statek ve východní části vsi

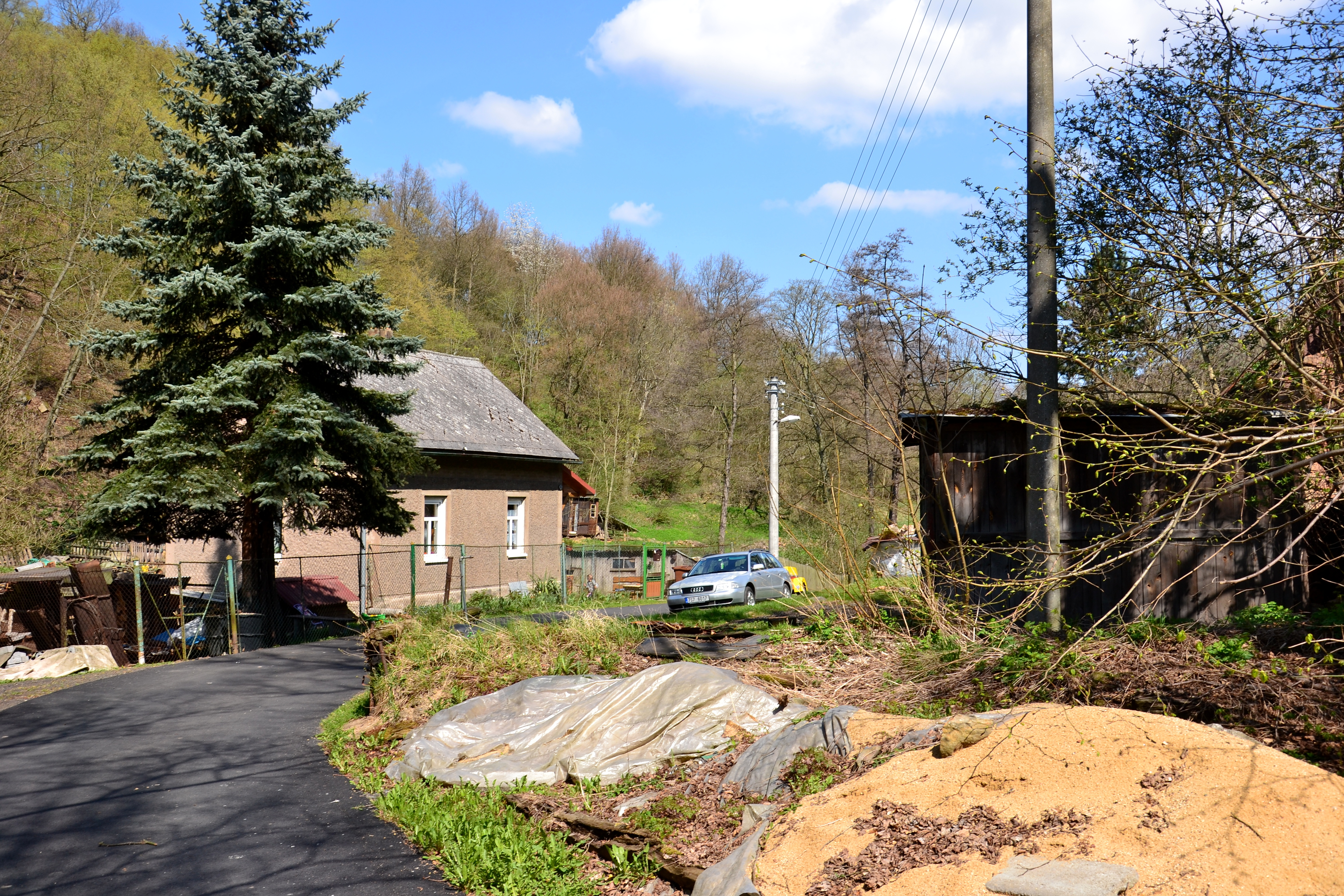
Domek nad potokem

První písemná zmínka pochází z roku 1454, kdy patřila k panství blízkého hradu Egerberk a později přešla do majetku kadaňských měšťanů. Její vlastník, Franz Peck, byl obviněn ze zrady krále Jiřího z Poděbrad a odsouzen ke ztrátě majetku. Novým majitelem se stal kadaňský purkmistr Zikmund Leymer. Následovalo období rychlého střídání majitelů, až ji roku 1610 získala Kadaň a připojila ji ke svému milžanskému panství.
V té době v Zásadě stálo šest usedlostí, hospodářský dvůr a krčma. Nejméně od roku 1604 byl zřízen přívoz přes Ohři. Ve druhé polovině 17. století byl jeden ze tří zásadských mlýnů přestavěn na papírnu. Papírna fungovala až do roku 1845 (jiné zdroje uvádí až rok 1867), kdy byl její provoz pro malý odbyt ukončen a budova byla přestavěna zpět na mlýn. V roce 1707 byla v okolí Zásady zahájena těžba seladonitu neboli kadaňské hlinky, která se používala pro výrobu zelených venkovních nátěrů. Jeden ze dvou mlýnů mlel obilí místních obyvatel a druhý směl mlít obilí jen pro okolní vesnice. Hospodářský dvůr byl během vlády Josefa II. zrušen a rozparcelován.

## Přírodní poměry

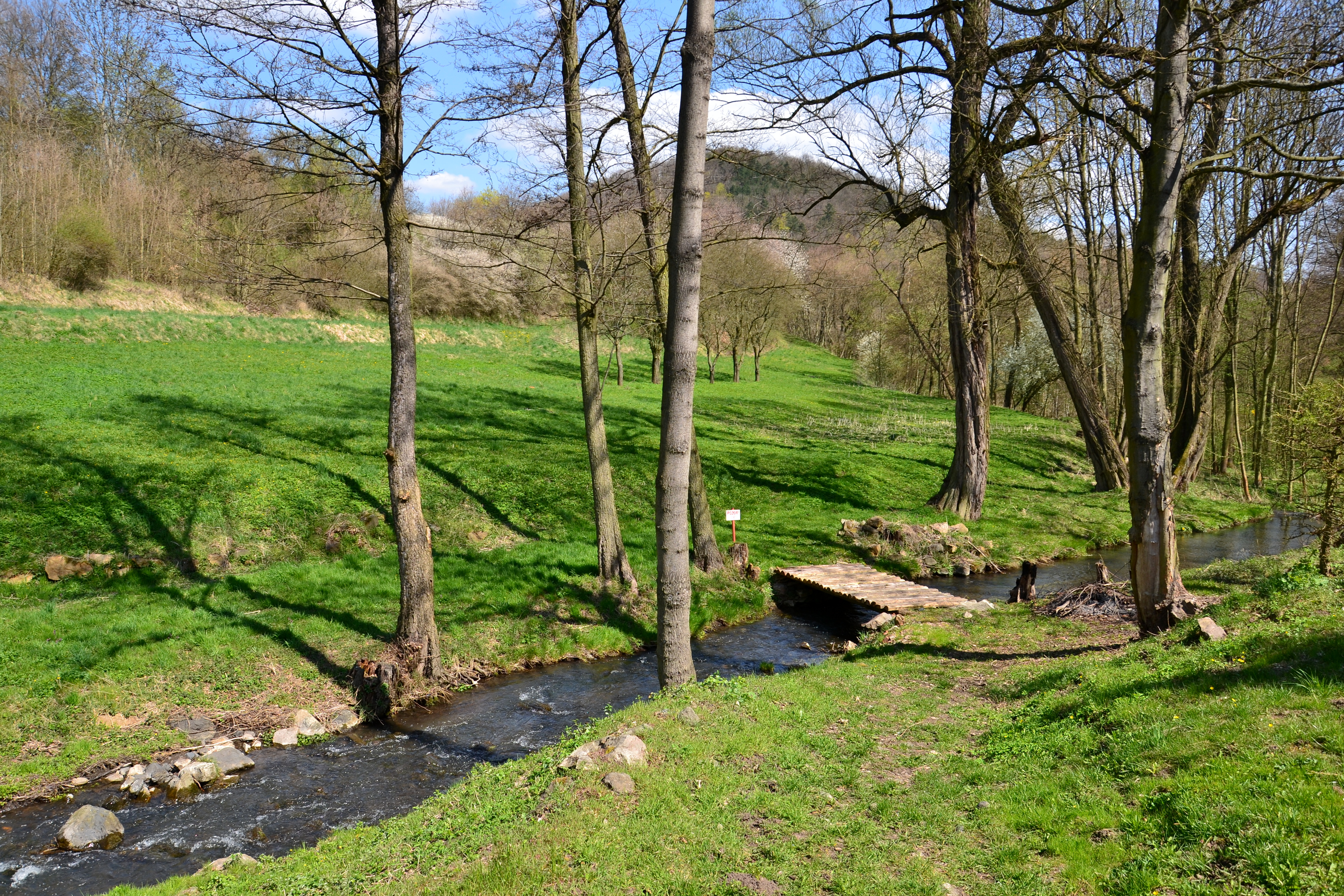
Donínský potok ve vesnici

Katastrální území Zásady u Kadaně leží na severním úpatí Doupovských hor. Na severu je ohraničeno řekou Ohře, do které se zprava vlévá Donínský potok. V geologickém podloží převažují třetihorní vulkanoklastika bazaltových hornin, které se zejména ve vyšších partiích nad levým břehem Donínského potoka mění na olivinické bazalty a jiné výlevné horniny. V místech soutoku potoka s Ohří do katastru okrajově zasahují předvariské metamorfované horniny.
Nadmořská výška území stoupá od severu k jihu. Nejnižší bod se nachází u hladiny Ohře přibližně ve výšce 290 metrů a nejvyšší na severním výběžku hřebene Nedíl v nadmořské výšce kolem 450 metrů. Geomorfologicky je oblast součástí Krušnohorské soustavy a Podkrušnohorské oblasti. Nachází se v celku a podcelku Doupovské hory na rozhraní okrsků Rohozecká vrchovina v severní a Jehličenská hornatina v jižní části území. Hranice mezi okrsky probíhá podél silnice z Rašovic do Pokutic.
Z půdních typů zcela převažují kambizemě, pouze v úzkém pásu podél části západní hranice katastru se nachází oblast výskytu antropozemí.

## Obyvatelstvo
Při sčítání lidu v roce 1921 zde žilo 97 obyvatel (z toho 45 mužů), z nichž bylo pět Čechoslováků a 92 Němců. Všichni patřili k římskokatolické církvi. Podle sčítání lidu z roku 1930 měla vesnice sto obyvatel německé národnosti a římskokatolického vyznání.
|                                                                  | 1869 | 1880 | 1890 | 1900 | 1910 | 1921 | 1930 | 1950 | 1961 | 1970 | 1980 | 1991 | 2001 | 2011 | 2021 |
| ---------------------------------------------------------------- | ---- | ---- | ---- | ---- | ---- | ---- | ---- | ---- | ---- | ---- | ---- | ---- | ---- | ---- | ---- |
| Obyvatelé                                                        | 111  | 95   | 102  | 81   | 74   | 97   | 100  | 42   | 43   | 14   | 2    | 6    | —    | 11   | 6    |
| Domy                                                             | 21   | 20   | 21   | 21   | 19   | 18   | 19   | 13   | —    | 5    | 2    | 5    | —    | 5    | 5    |
| Počet domů z roku 1961 je zahrnut v celkovém počtu domů Pokutic. |      |      |      |      |      |      |      |      |      |      |      |      |      |      |      |

## Obecní správa
Od roku 1850 byla Zásada připojena ke Kadaňské Jeseni, u které zůstala více než sto let. V krátkém období let 1960–1962 patřila k Rašovicím a od roku 1963 je místní částí Kadaně.

## Hospodářství a doprava
Vesnicí prochází silnice třetí třídy č. III/1985. U odbočky ze silnice je umístěna zastávka autobusové dopravy. Po pravém břehu Ohře vede cyklostezka, po které jsou značeny cyklotrasy č. 6 a 35, které se silnicí propojuje místní komunikace. Údolím Donínského potoka a po silnici prochází červeně značená turistická trasa z Kadaně do Klášterce nad Ohří.

## Pamětihodnosti
- Kaple Panny Marie z roku 1870
- Zásadská lípa
- Národní přírodní rezervace Úhošť